# Würfelhelden
Würfelhelden, englischer Titel Dice Hunters of Therion, ist ein Würfelspiel des Spieleautors Richard Garfield, das 2022 auf Deutsch und Englisch bei dem Verlag Amigo erschien. Thematisch geht es bei diesem Spiel darum, als Helden flüchtige Verbrecher einzufangen und dabei möglichst viel Geld zu verdienen.

## Hintergrund und Ausstattung
In dem Spiel Würfelhelden handelt es sich um ein Würfelspiel, bei dem die Spieler versuchen, durch mehrfaches Würfeln jeweils ihre Würfelergebnisse zu optimieren. Thematisch versuchen sie in der Rolle der „Helden von Therion“ verschiedene Bösewichte einzufangen und die auf diese ausgesetzten Kopfgelder zu bekommen, parallel können sie jedoch auch durch die Suche nach Schätzen Geld verdienen. Die Spieler bekommen Geld für ihre Aktivitäten und der Spieler mit dem meisten Geld gewinnt das Spiel.
Das Spielmaterial besteht neben der Spieleanleitung aus vier Heldentableaus, 36 Würfeln in drei Farben á 12, sieben Steckbriefen, Münzgeld sowie zwei Duellmarkern für das Spiel zu zweit. Die weißen Würfel zeigen jeweils ein bis drei Schwerter, zwei einzelne Münzen und einen gelben Würfel. Bei den gelben Würfeln ist ein roter Würfel abgebildet und es gibt nur eine Münze, statt der zweiten befindet sich auf der verbleibenden Seite ein X. Die roten Würfel zeigen zwei Münzen und ein bis drei Schwerter sowie ein X.

## Spielweise
Das Spiel kann mit bis zu vier Spielern gespielt werden, wobei es zum Spiel zu zweit einige Sonderregeln gibt. Im Standardspiel mit drei oder vier Spielern bekommt jeder Mitspieler je ein Heldentableau sowie je drei Würfel in weiß, gelb und rot. Die gelben und roten Würfel platzieren die Spieler auf ihren Tableaus, sie beginnen das Spiel nur mit den drei weißen Würfeln. Die Steckbriefe werden offen in die Tischmitte gelegt, wobei der Steckbrief mit dem Wert von fünf Münzen oben auf den Stapel kommt und der mit dem Wert von 15 Münzen nach unten; dazwischen liegen die restlichen Steckbriefe mit einem Wert von je 10 Münzen. Die Münzen kommen in die Tischmitte.
Zur Ermittlung des Startspielers würfeln alle Spieler einmal mit ihren drei weißen Würfeln. Der Spieler mit den meisten angezeigten Schwertern beginnt das Spiel, danach wird reihum immer im Uhrzeigersinn gespielt. Der jeweils aktive Spieler wirft alle seine Würfel und kann danach beliebig viele Würfel bis zu zwei Mal neu werfen und die anderen für die Wertung beiseitelegen. Er kann dabei Münzen, Schwerter oder Würfel sammeln:

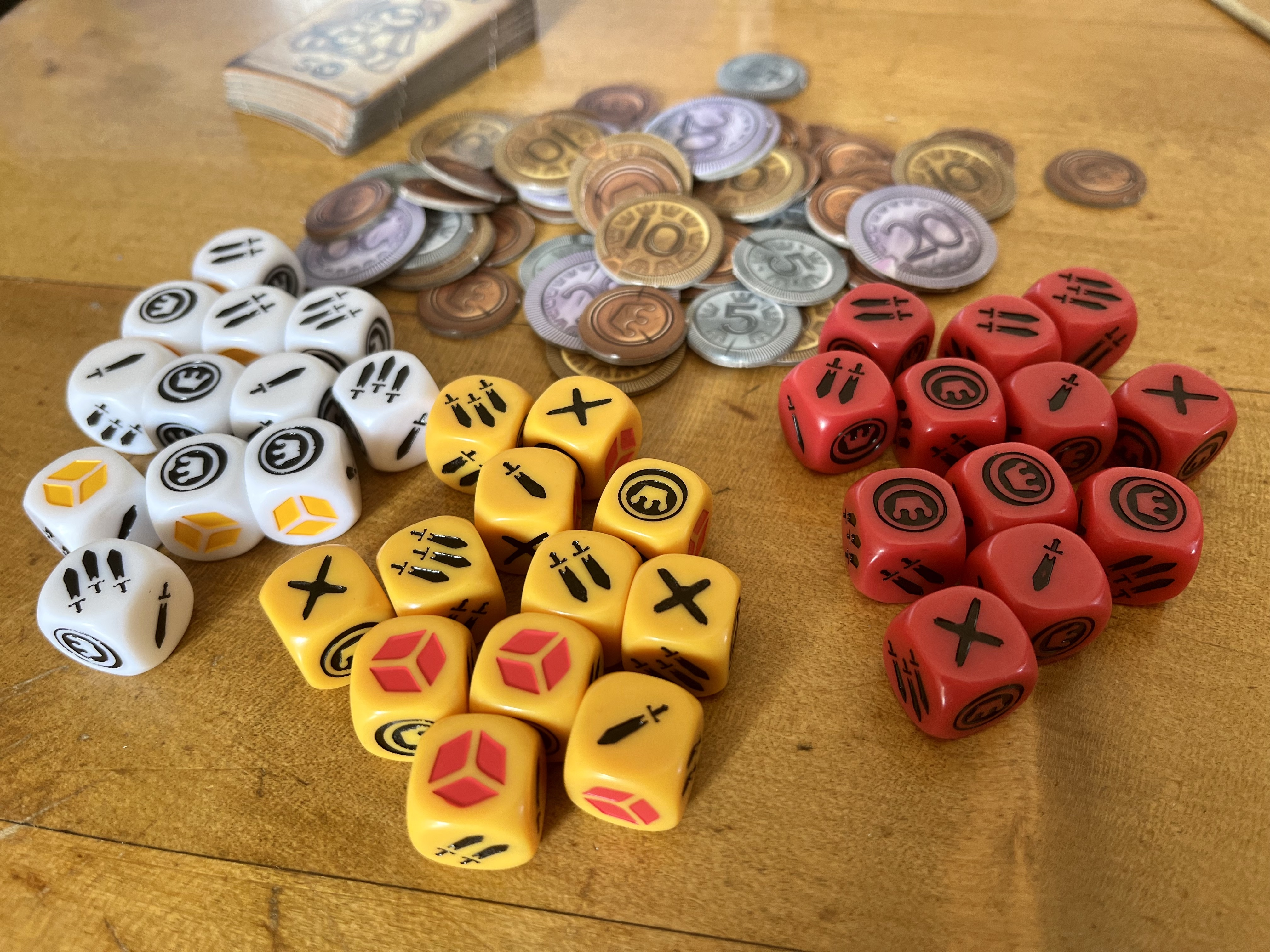
Würfel und Münzen von Würfelhelden

- Mit den Schwertern verfolgt er den aktuell ausliegenden Bösewicht und legt nach seinem Zug die entsprechenden Schwerter zum Steckbrief. Wird er in der Runde, bis er wieder am Zug ist, nicht von einem anderen Spieler überboten, bekommt er zum Beginn seines nächsten Zuges seine Würfel zurück sowie den Steckbrief. Liegen am Steckbrief bereits die Schwerter eines anderen Mitspielers, kann er seine nur legen, wenn er diesen überbieten kann.
- Mit Münzen sichert sich der Spieler direkt Geld. Dabei bekommt er für jede Münze, die er gewürfelt hat, je eine Münze ausgezahlt. Hat ein Spieler am Ende seines Zuges nur Münzen und Würfelsymbole und keine Schwerter gewürfelt, wird der Gewinn verdoppelt.
- Würfelt der Spieler in seinem Wurf mit den weißen Würfeln gelbe und mit den gelben Würfeln rote Würfelsymbole, sichert er sich damit zusätzliche Würfel, die er ab der nächsten Runde einsetzen kann. Insgesamt kann ein Spieler maximal je drei weiße, drei gelbe und drei rote Würfel werfen.
- Würfelt ein Spieler mit einem gelben oder einem roten Würfel ein X, wird dieser Würfel auf das Spielertableau zurückgelegt.

Das Spiel endet, wenn der letzte Steckbrief von einem Spieler gewonnen wird, danach folgt die Abrechnung. Alle Steckbriefe bringen den jeweiligen Spielern den jeweiligen Wert in Münzen ein, der zu den restlichen Münzen des Spielers addiert wird. Gewinner ist der Spieler, der am Ende am meisten Geld hat.

## Ausgaben und Rezeption
Würfelhelden wurde von dem amerikanischen Spieleautor Richard Garfield entwickelt und erschien 2022 bei Amigo in deutscher und englischer Sprache.
Auf brettspielpoesie.de wurde das Spiel mit vier von sechs Punkten bewertet, wobei es als „ein stark reduziertes Würfelspiel, welches großen Spielspaß bieten kann“, beschrieben wird, „manch einem Spieler [könne] das Spielprinzip aber einfach zu wenig sein.“ Der Rezensent der Website Spielkult schätzt das Spiel vor allem „als Absacker, als Bier-und-Brezel-Spiel, bei dem man keine großen Taktiken anwenden kann oder muss“. Er vergleicht es mit dem ebenfalls von Richard Garfield entwickelten King of Tokyo sowie mit Monster Expedition von Alexander Pfister, gegen die Würfelhelden ein deutlich reduzierteres Würfelspiel mit kniffel-artiger Mechanik darstellt.

## Belege
1. 1 2 3 4 5 6  Offizielle Spielregeln für Würfelhelden, amigo 2022
2. ↑  Ratings & Comments für Würfelhelden in der Spieledatenbank BoardGameGeek (englisch); abgerufen am 30. Oktober 2022.
3. ↑  
Versionen von Würfelhelden in der Datenbank BoardGameGeek; abgerufen am 29. Oktober 2022.
4. ↑  Würfelhelden, Rezension auf dem Blog „Brettspielpoesie“, 29. Juli 2022; abgerufen am 29. Oktober 2022.
5. ↑  Würfelhelden, Rezension auf dem Blog „Spielkult“, 14. September 2022; abgerufen am 29. Oktober 2022.